# Punta Ondezana
La Punta Ondezana  (Pointe Ondezana in francese) (3.492 m s.l.m.) è una montagna del Massiccio del Gran Paradiso nelle Alpi Graie. 

## Descrizione
La montagna si trova tra il Piemonte e la Valle d'Aosta; si eleva a sudest del colle di Ondezana, che unisce la Valeille (laterale della Val di Cogne) con il Vallone di Piantonetto (laterale della Valle dell'Orco).

## Accesso alla vetta
Dal versante piemontese si può salire sulla vetta partendo dal Rifugio Pontese.